# Сборная Сенегала по регби
Сборная Сенегала по регби представляет Сенегал в международных матчах по регби-15 высшего уровня. По классификации IRB Сенегал относится к сборным третьего яруса. В мировом рейтинге сборная занимает 54-е место. Команда не выступала в финальной части чемпионатов мира. Сенегал ежегодно выступает в кубке Африки.

## История
Первым соперником сборной и её частым спарринг-партнёром в будущем стала сборная Кот-д’Ивуара. В 2003 и 2004 годах Сенегал провёл ряд международных матчей, а в 2005 году начал свою первую квалификационную кампанию. Команда заняла первое место в группе, обыграв Камерун и Нигерию. Сборная вышла в плей-офф, и в стыковом матче выиграла у Замбии. Тем не менее, во втором групповом туре команда проиграла Кот-д’Ивуару и Зимбабве, покинув число претендентов на поездку во Францию. Чемпионат мира 2011 года Сенегал также пропустил.

## Результаты

### Чемпионат мира
- 1987: не приглашены
- 1991: не участвовали
- 1995: не участвовали
- 1999: не участвовали
- 2003: не участвовали
- 2007: не прошли отбор
- 2011: не прошли отбор

### Общие
По состоянию на 17 июня 2013 года.
| Соперник    | Матчи | Победы | Поражения | Ничьи | Доля побед |
| ----------- | ----- | ------ | --------- | ----- | ---------- |
| Бенин       | 1     | 1      | 0         | 0     | 100 %      |
| Ботсвана    | 1     | 1      | 0         | 0     | 100 %      |
| Замбия      | 2     | 2      | 0         | 0     | 100 %      |
| Зимбабве    | 1     | 0      | 1         | 0     | 0 %        |
| Камерун     | 3     | 3      | 0         | 0     | 100 %      |
| Кот-д’Ивуар | 3     | 1      | 2         | 0     | 33 %       |
| Кения       | 1     | 0      | 1         | 0     | 0 %        |
| Мавритания  | 1     | 1      | 0         | 0     | 100 %      |
| Мали        | 2     | 0      | 2         | 0     | 0 %        |
| Марокко     | 1     | 1      | 0         | 0     | 100 %      |
| Намибия     | 2     | 0      | 2         | 0     | 0 %        |
| Нигерия     | 2     | 1      | 1         | 0     | 50 %       |
| Того        | 1     | 1      | 0         | 0     | 100 %      |
| Тунис       | 2     | 0      | 2         | 0     | 0 %        |
| Всего       | 23    | 12     | 11        | 0     | 52 %       |